# Такаги, Синго
Синго Такаги (яп. 鷹木信悟, род. 21 ноября 1982, Яманаси, Яманаси) — японский рестлер, в настоящее время выступающий в New Japan Pro-Wrestling (NJPW). Он также является членом группировки Los Ingobernables de Japón.
Такаги впервые стал известен благодаря своей работе в Dragon Gate, где он выступал с момента своего дебюта в 2004 году до 2018 года. В течение многих лет он был известен как главный хил промоушена и стал одним из самых титулованных рестлеров в истории компании, четыре раза выиграв титул чемпиона Open the Dream Gate, главный титул Dragon Gate. Он также был известен как лидер злодейской группировки VerserK во многих её воплощениях, а также своим длительным соперничеством с BxB Халком, с которым он был главным героем нескольких известных шоу Dragon Gate. Он также провел много времени в американских промоушенах, таких как Full Impact Pro, Pro Wrestling Guerrilla и Ring of Honor.
8 октября 2018 года Такаги неожиданно дебютировал в NJPW в качестве шестого члена группировки Los Ingobernables de Japón. Первоначально выступая в дивизионе полутяжеловесов, он остался непобежденным в одиночном разряде до финала Best of the Super Juniors 2019 года. Кроме того, с января по март 2019 года он вместе с товарищем по команде Ingobernables Буси один раз выиграл титул командных чемпионов IWGP в полутяжёлом весе. В июне 2019 года Такаги перешел в дивизион тяжелого веса, дебютировав на G1 Climax 29. С февраля по август 2020 года Такаги владел одновременно титулом чемпиона NEVER в открытом весе и титулом командного чемпиона NEVER в открытом весе среди трио (с Буси и Ивелом), став первым человеком, владевшим обоими титулами NEVER одновременно. Потеряв титул NEVER в августе, он вернул его себе во второй раз в ноябре. Завоевав титул чемпиона мира IWGP в тяжелом весе на шоу Dominion 6.6 в зале Осака-дзё в 2021 году, Такаги стал единственным рестлером, выигравшим главный титул в NJPW и Dragon Gate.

## Титулы и достижения
- Dragon Gate
  - Чемпион Open the Dream Gate (4 раза)[1]
  - Чемпион Open the Owarai Gate (1 раз)[2]
  - Чемпион Open the Triangle Gate (6 раз) — с BxB Халком и Кибер Конгом (2), Гаммой и Ямато (1), Таку Иваса и Дракон Кид (1), Кибер Конг и Ти-Хоук (1), Такаши Йошида и Эль Линдаман (1)[3]
  - Чемпион Open the Twin Gate (5 раз) — с Ямато (3), Кибер Конгом (1) и Акирой Тозавой (1)
  - King of Gate (2010)[4]
  - New Year’s Unit 6-Man Tag 1 Day Tournament (2017) — с Эль Линдаманом и Ти-Хоуком[5]
  - Summer Adventure Tag League (2009) — с Ямато[6]
- New Japan Pro-Wrestling
  - Чемпион мира IWGP в тяжёлом весе (1 раз)[7]
  - Командный чемпион IWGP в полутяжёлом весе (1 раз) — с Буси[8]
  - Командный чемпион NEVER в открытом весе среди трио (1 раз)[9] — с Буси и Ивелом
  - Чемпион NEVER в открытом весе (4 раз)[10]
  - Чемпион «Король рестлинга» NJPW (1 раз)[11]
- Pro Wrestling Illustrated
  - № 9 в топ 500 рестлеров в рейтинге PWI 500 в 2021[12]
- Pro Wrestling Noah
  - Командный чемпион GHC в полутяжёлом весе (1 раз) — с BxB Халком
- Ring of Honor
  - Командный чемпион мира ROH (1 раз) — с Наруки Дои[13]
- Tokyo Sports
  - Самый ценный рестлер года (2021)[14]
  - Награда за технику (2008)[15]
- Westside Xtreme Wrestling
  - wXw 16 Carat Gold Tournament (2009)[16]
- Wrestling Observer Newsletter
  - Новичок года (2005)[17]
  - Матч года (2019) пр. Уилла Оспрея на Best of the Super Juniors (2019)[18]
  - Самый выдающийся рестлер (2021)
  - Самый ценный рестлер Японии (2021)

### Luchas de Apuestas
| Победитель            | Проигравший       | Место        | Шоу                              | Дата         | Прим. |
| --------------------- | ----------------- | ------------ | -------------------------------- | ------------ | ----- |
| Синго Такаги (волосы) | BxB Халк (волосы) | Кобе, Япония | Kobe Pro-Wrestling Festival 2010 | 11 июля 2010 |       |